# Cheshire Cat
Cheshire Cat  är ett musikalbum av Blink-182, släppt 1994.

## Låtlista
1. Carousel
2. M+M's
3. Fentoozler
4. Touchdown Boy
5. Strings
6. Peggy Sue
7. Sometimes
8. Does My Breath Smell?
9. Cacophony
10. TV
11. Toast and Bananas
12. Wasting Time
13. Romeo and Rebecca
14. Ben Wah Balls
15. Just About Done
16. Depends